# Squatina caillieti
Squatina caillieti är en hajart som beskrevs av Walsh, Ebert och Compagno 20. Squatina caillieti ingår i släktet Squatina och familjen havsänglar. Inga underarter finns listade i Catalogue of Life.